# Пикар, Бернар
Берна́р Пика́р (фр. Bernard Picart; 11 июня 1673, Париж, Королевство Франция — 8 мая 1733, Амстердам, Республика Соединённых провинций) — французский рисовальщик, живописец и гравёр, мастер офорта и меццо-тинто; выдающийся мастер книжной иллюстрации конца XVII — начала XVIII века. Значительную часть жизни проработал в Нидерландах.

## Жизнь и творчество
Бернар Пикар родился в Париже в семье гравёра и издателя Этьена Пикара. Искусству рисунка учился в Королевской академии живописи и скульптуры в Париже, а гравированию — у своего отца и позднее у Бенуа Одрана Старшего и Себастьяна Леклерка, через которых позднее получал ряд заказов; свой первый подписной эстамп — «Гермафродит» по оригиналу Никола Пуссена — он выполнил в 1693 году. В 1696 году Пикар переехал в Антверпен, где создал несколько эстампов; он был хорошо принят местной Академией изящных искусств (Academie voor Schone Kunsten van Antwerpen) и удостоился от неё премии по рисунку. Вслед за этим Пикар переехал в 1698 году в Нидерланды, где занялся преимущественно книжной иллюстрацией; вернулся во Францию в конце этого же года. Овдовев в конце 1708 года, Пикар планировал отправиться в Швецию, но в итоге вновь прибыл в Нидерланды. В 1710 году он поселился в Гааге, а с 1711 года и до конца жизни работал в Амстердаме, где перешёл в протестантизм и вновь женился.
Достоверно атрибутируемых Бернару Пикару живописных картин не сохранилось. Однако его рисунки и эстампы отличаются высоким качеством; по манере гравирования Пикар иногда выходит на равный уровень со своим наставником Себастьяном Леклерком. Большую часть работ он выполнял самостоятельно, хотя работал и по оригиналам других художников: Шарля Лебрена, Эсташа Лесюэра, Шарля Куапеля, а также выполнял рисунки для последующего гравирования сторонними мастерами.
Пикар работал во всех известных в то время жанрах и видах изобразительного искусства, но наибольшую известность ему принесла работа в качестве книжного иллюстратора. Среди его произведений в этом виде искусства выделяется серия «Церемонии и религиозные обряды народов мира» в девяти томах c двухтомным дополнением (1723—1743), иллюстрации к сборнику сочинений Фонтенеля в 3-х томах. Также известен опубликованный вдовой Пикара в 1734 году альбом «Невинные обманы» (Impostures innocentes), включивший в себя высококачественные копии и пастиши (компиляции) с работ старых мастеров. В альбом также вошли очерк жизни и творчества Пикара и его теоретические высказывания об искусстве гравюры, сохраняющие педагогическую значимость. Коллекции работ Пикара находятся в кабинете эстампов Национальной библиотеки Франции и отделе графических искусств Лувра в Париже, в музее Тейлора в Харлеме и Рейксмюсеуме в Амстердаме, в библиотеке Государственного Эрмитажа в Санкт-Петербурге.
В числе известных учеников Пикара: гравёры Якоб Фолкема, Якоб ван дер Шлей, Эдм Жора́, Луи Сюрюг, Анри Симон Томассен и Клод Дюбоск, а также живописец Жозеф Авед.

## Галерея

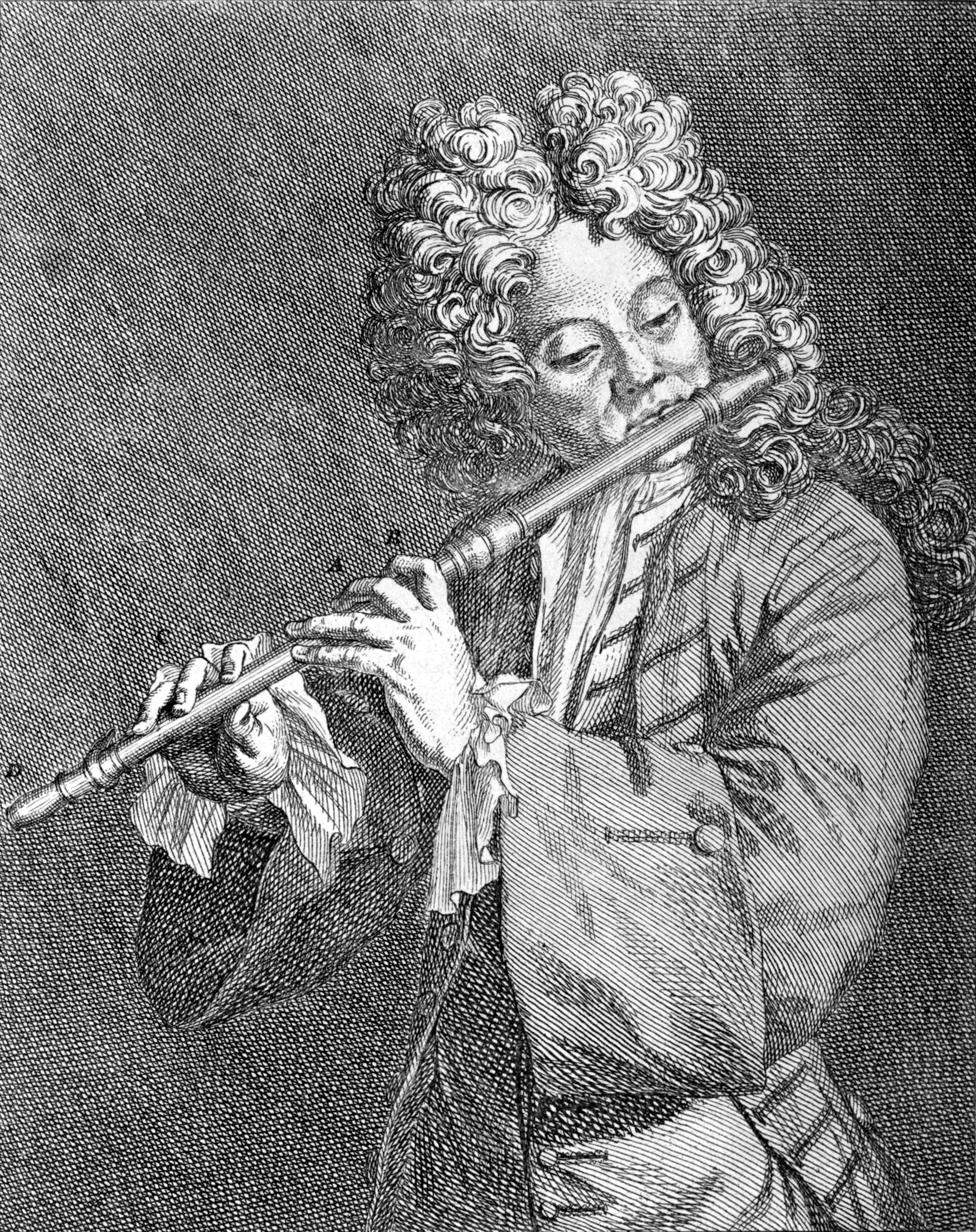
Портрет Жака Хоттетерра. 1707. Офорт
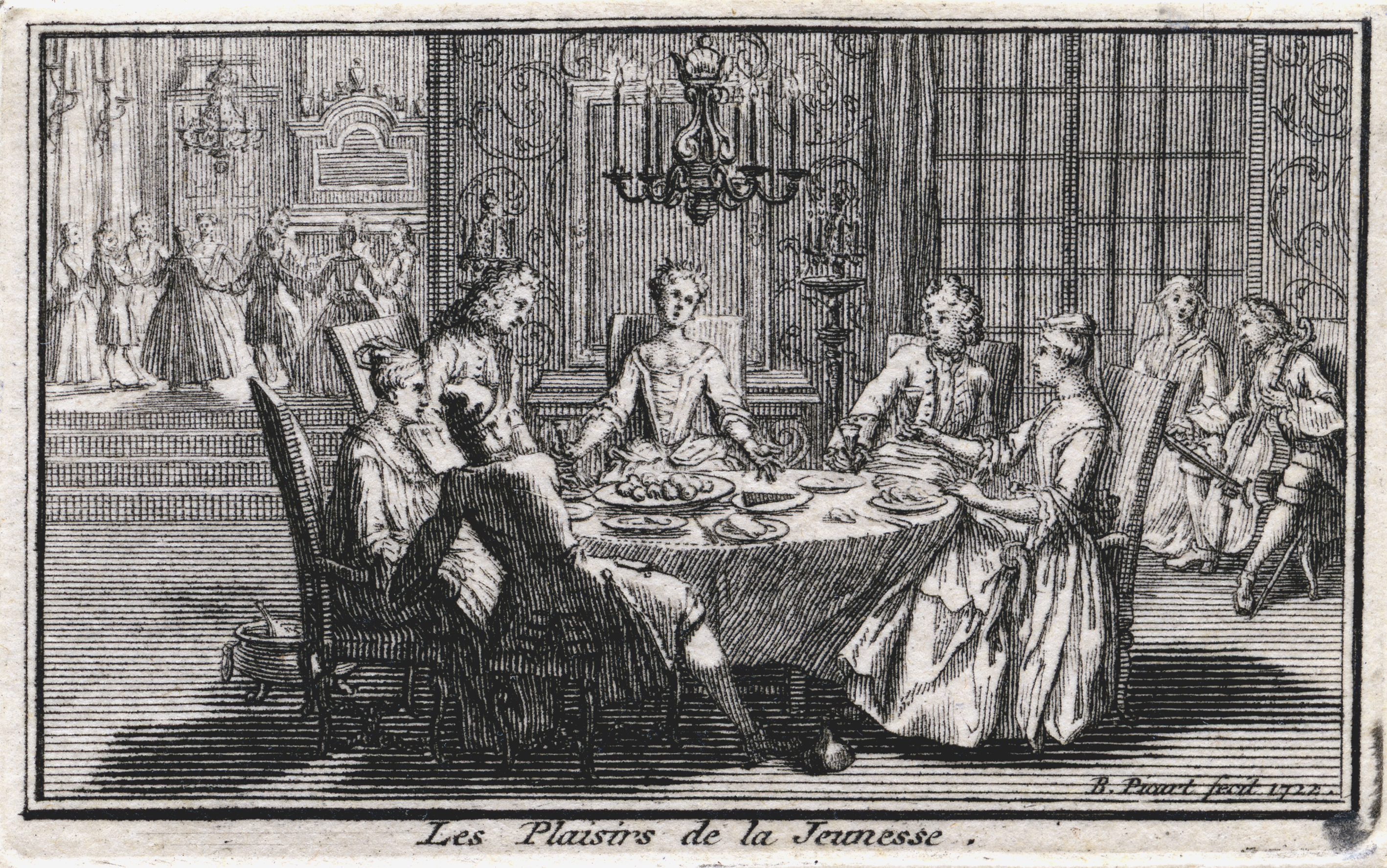
Удовольствия юности. 1722. Офорт
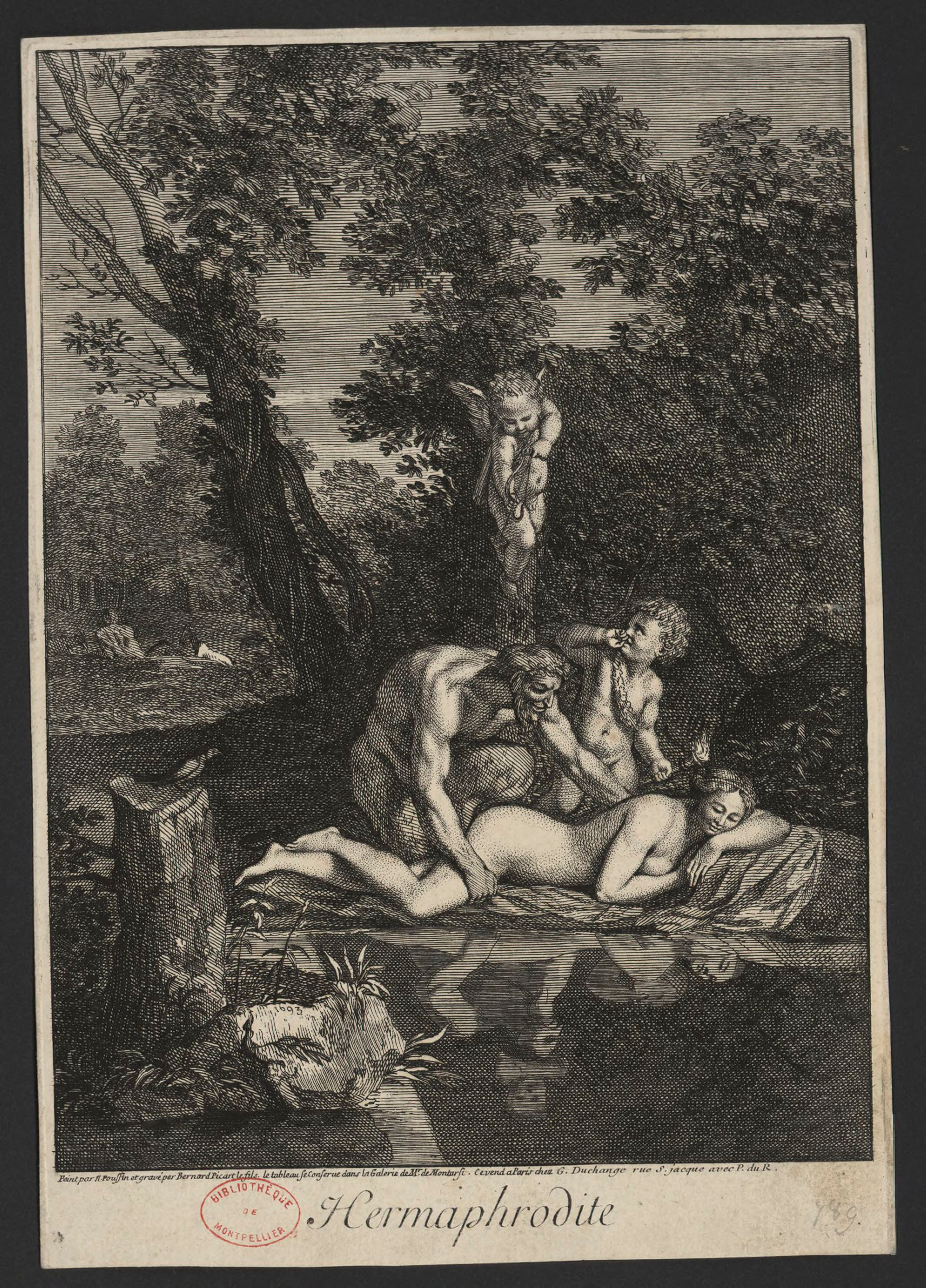
Гермафродит. 1693. Офорт, резец. По оригиналу Н. Пуссена. Национальная библиотека Франции, Париж
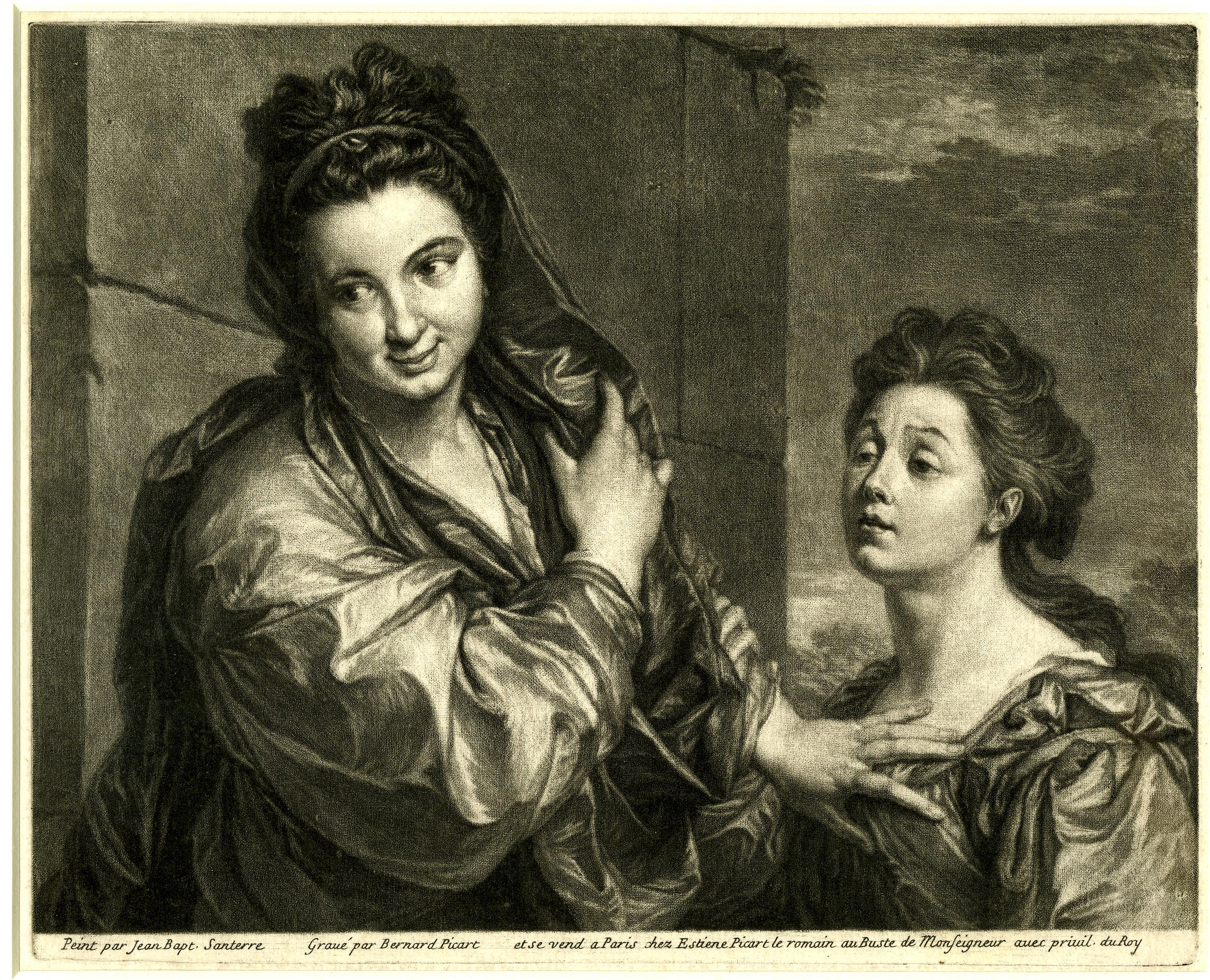
Любопытные. 1701. Меццо-тинто. По оригиналу Ж.-Б. Сантерра. Британский музей, Лондон
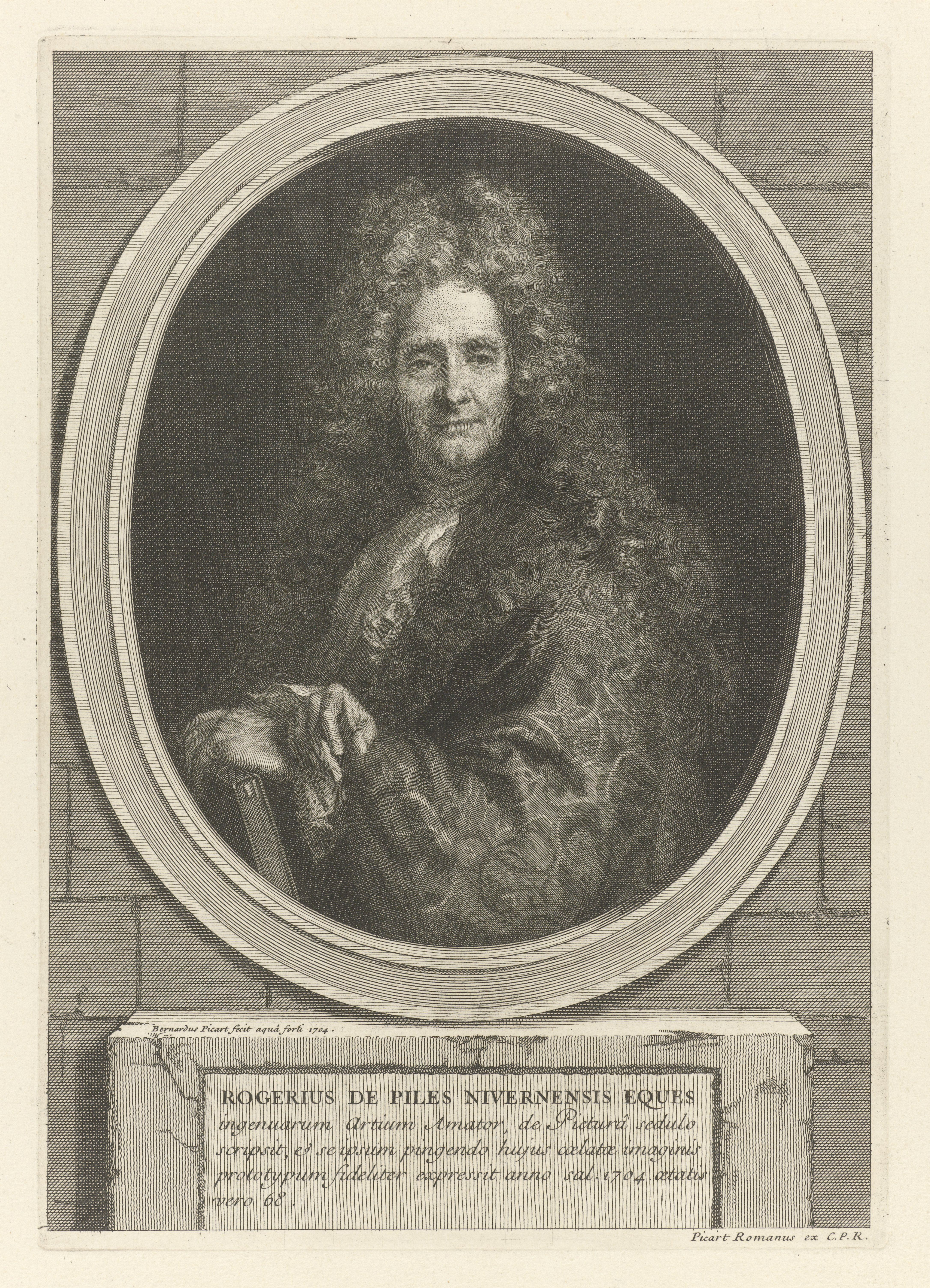
Портрет Роже де Пиля. 1704. Офорт, резец. Рейксмюсеум, Амстердам
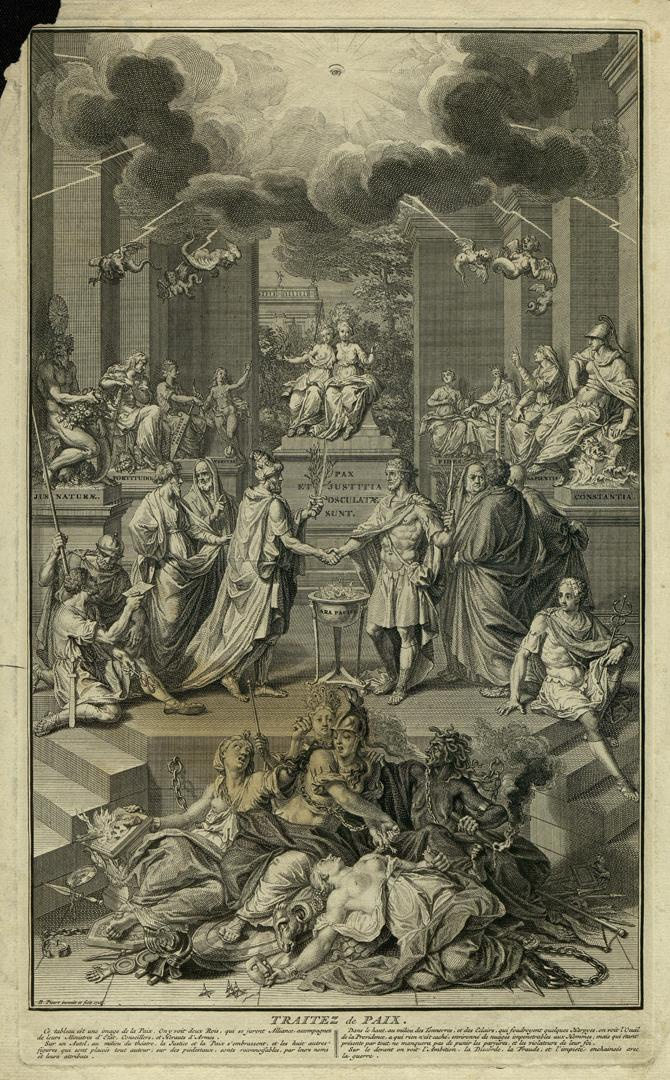
Аллегория мира. 1726. Офорт. Эрмитаж, Санкт-Петербург
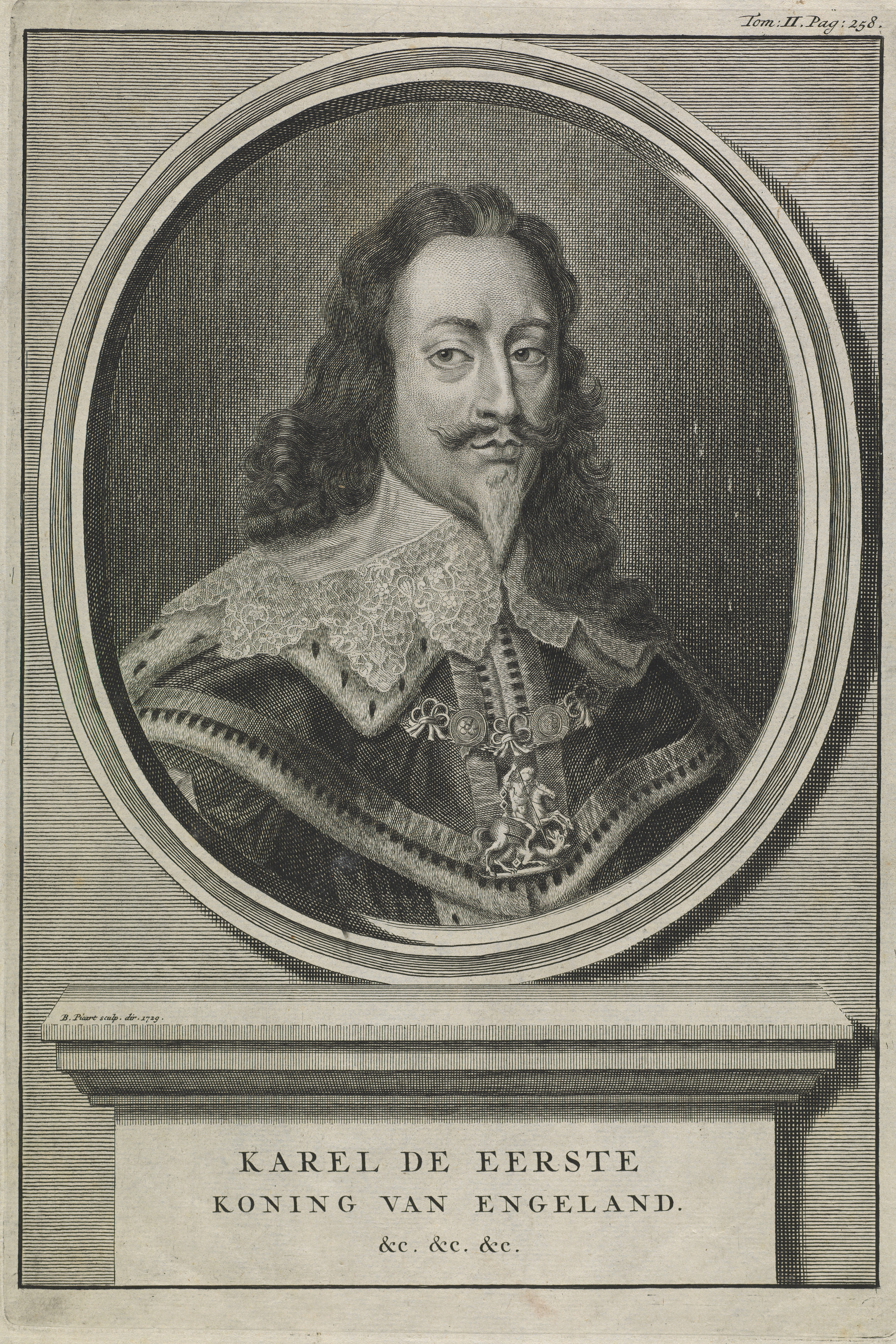
Портрет короля Карла I Стюарта. 1729. Офорт, резец. По оригиналу А. Ван Дейка. Коллекция Уэлком, Лондон
Виньетка с неизвестным гербом в окружении нескольких олицетворений. Офорт